# 仙台市立貝森小学校
仙台市立貝森小学校（せんだいしりつ かいがもりしょうがっこう）は宮城県仙台市青葉区貝ヶ森五丁目にあった公立小学校である。

## 概要
1985年の第1回学区問題懇談会を経て1987年4月に仙台市立第77番目の小学校として開校。周辺には東北福祉大学（国見ヶ丘地区）や仙台市立仙台高等学校などが存在する。
貝ヶ森地域の児童減少傾向から、仙台市教育局は、2015年4月に、分割元である仙台市立国見小学校への再統合が検討され、2015年3月をもって28年の歴史を終えた。
閉校後も解体されずに残されており、校舎は仙台市公文書館として改装され、2023年7月に開館した。また体育館とグラウンドは仙台市立仙台高等学校が利用している。

## 沿革
- 1985年8月 - 第1回学区問題懇談会開催。
- 1986年6月 - 仙台市立貝森小学校PTA設立準備委員会発足。
- 1986年12月- 校章制定。
- 1987年4月 - 開校。国見小学校より児童392名を受け入れる。
- 1987年9月 - 校旗・校歌制定。
- 1989年6月 - 校木・校花制定。
- 1994年4月 - 特殊学級新設。
- 2000年3月 - 特殊学級閉級。
- 2015年3月 - 閉校し、仙台市立国見小学校に統合。

## 閉校時の学区
- 貝ヶ森1丁目〜6丁目

## 卒業後の進路
- 市立中学校への進学の場合、仙台市立第一中学校へ進学する。

## 出身人物
- 堀籠佳宏 - 陸上選手
- 伊藤駿 - プロバスケットボール選手